# Massimo Bertarelli
Massimo Bertarelli (Villasanta, 21 de dezembro de 1943 — Milão, 8 de dezembro de 2019) foi um jornalista e crítico de cinema italiano.
Iniciou sua carreira jornalística em 1964 como redator do Guerin Sportivo. Em 1974 foi um dos fundadores, junto a Indro Montanelli e Mario Cervi, do periódico Il Giornale.
Sua ocupação diária é assinar as colunas de "Film in Tv" e o "Guida ai film".